# Elisa Lispector
Elisa Lispector, nascida Leah Pinkhasovna Lispector, (Savran, 24 de julho de 1911 — Rio de Janeiro, 6 de janeiro de 1989) foi uma escritora brasileira. Autora de linha introspectiva, buscava exprimir, através de seus textos, as agruras e antinomias do ser. A exemplo da irmã e também escritora Clarice Lispector, algumas de suas obras caracterizam-se pela exacerbação do momento interior e ruptura com o enredo factual, embora de forma menos acentuada.

## Vida e obra
Deflagrada a Revolução Russa de 1917, a família Lispector passou a sofrer com a perseguição aos judeus, refugiando-se, por diversas vezes, em aldeias do interior da Ucrânia. Em 1920, embarcaram em um navio com destino ao Brasil. A família chegou a Maceió em março de 1922, sendo recebida por Zaina, irmã de Mania, e seu marido e primo José Rabin. Por iniciativa de seu pai, à exceção de Tania - a irmã do meio -, todos mudaram de nome: o pai passou a se chamar Pedro; Mania, Marieta; Leah, Elisa; e Haia (Chaya), Clarice. Desde pequena, Elisa dedicava-se à leitura de obras de ficção e aos clássicos da literatura universal.
Em 1925 mudaram-se para o Recife., onde cursou a Escola Normal e o Conservatório de Música. Lá chegou a lecionar para crianças por alguns anos. Em 1935, após fixar residência com a família no Rio de Janeiro, ingressou no Serviço Público Federal concorrendo a duas vagas em concurso, onde passou em 1º lugar. A partir daí Elisa alcançou cargos elevados e funções no exterior, ao secretariar delegações do governo em viagem. Representou o Brasil em uma reunião americana realizada no Peru, promovida pela OIT, para estudar os problemas da mão de obra feminina na América Latina. Em 1967 foi secretária de gabinete de Jarbas Passarinho, quando este assumiu o Ministério do Trabalho. Quando, no fim de seu mandato, veio a se aposentar, o ministro lhe concedeu uma caneta de ouro pelos serviços prestados.
A partir de 1947, passou a dedicar-se extensivamente às colaborações em periódicos como Fon-Fon, O Jornal e Diário de Notícias. Fez o curso de Sociologia na Faculdade Nacional de Filosofia e o de Crítica de Arte, na Fundação Brasileira de Teatro.
Durante algum tempo, manteve uma breve relação com o também escritor Orígenes Lessa, mas o relacionamento não se desenvolveu e o noivado foi desmanchado.
Estreou na literatura em 1945, com a publicação do romance Além da Fronteira, marco inicial de uma extensa obra pontuada por reminiscências de fugas, perseguições enfrentadas no passado e um sentimento perene de exílio. Para fazer seu mergulho introspectivo, Elisa faz uso de um monólogo interior, discurso irônico e diálogo para estruturar as histórias, mas é principalmente através do discurso em terceira pessoa que as conta, o que dá à narrativa uma certa linearidade não encontrada em Clarice. Com o romance O Muro de Pedras, um de seus trabalhos mais conhecidos e apreciados pela crítica, no qual disserta em profusão sobre temas recorrentes do existencialismo, obteve os prêmios José Lins do Rego (1963) e Coelho Neto (1964), concedido pela Academia Brasileira de Letras.
Sua estreia como contista, deu-se, entretanto, apenas em 1970, com a publicação de Sangue no Sol, ao qual sucederam Inventário (1977) e O Tigre de Bengala (1985). A última coletânea foi agraciada com o prêmio Pen Clube do Brasil, em 1986. Deixou um romance inédito: Pelos Caminhos da Cidade Estranha, atualmente em posse do Instituto Moreira Salles (IMS-RJ). Em 2012 foi publicado o ensaio Retratos Antigos, organizado por Nádia Battella Gotlib, obra que tornou-se conhecida quando, em 2009, Benjamin Moser lançou a biografia de Clarice.
Morreu em 6 de janeiro de 1989, no Rio de Janeiro, onde residia sozinha na rua Tonelero. Elisa nunca se casou ou teve filhos. Há anos sofria com diverticulite, que veio a se estender num câncer em decorrência de problemas renais.
O acervo pessoal da autora está sob tutela do Instituto Moreira Salles, que detém a parte recebida por doação da cineasta Nicole Algranti, neta de Tania. A outra continua em posse da mãe de Nicole, Márcia Algranti, sobrinha de Elisa.

## Obra
Romance
- Além da Fronteira (1945)
- No Exílio (1948)
- Ronda Solitária (1954)
- O Muro de Pedras (1963)
- O Dia Mais Longo de Teresa (1965)
- A Última Porta (1975)
- Corpo-a-Corpo (1983)

Contos
- Sangue no Sol (1970)
- Inventário (1977)
- O Tigre de Bengala (1985)

Ensaio
- Retratos Antigos (2012)